# Mazda Chantez
Mazda Chantez – czteromiejscowy samochód osobowy typu kei-car produkowany przez japońską firmę Mazda w latach 1972–1974. Dostępny jako 2-drzwiowe coupé. Do napędu użyto dwusuwowego silnika benzynowego R2 o pojemności 0,4 litra. Moc przenoszona była na oś tylną poprzez 4-biegową manualną skrzynię biegów.

## Dane techniczne

### Silnik
- R2 0,4 l (359 cm³), dwusuw
- Układ zasilania: gaźnik
- Średnica cylindra × skok tłoka: 61,00 mm × 61,50 mm
- Stopień sprężania: 10,0:1
- Moc maksymalna: 35,5 KM (26 kW) przy 6500 obr./min
- Maksymalny moment obrotowy: 38 N•m przy 5500 obr./min

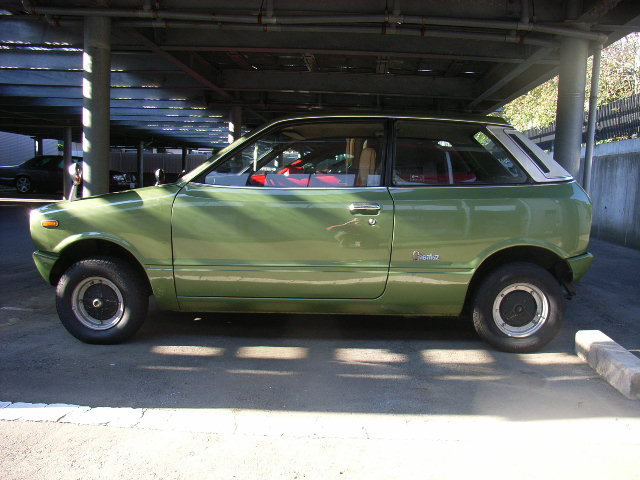
Widok z profilu

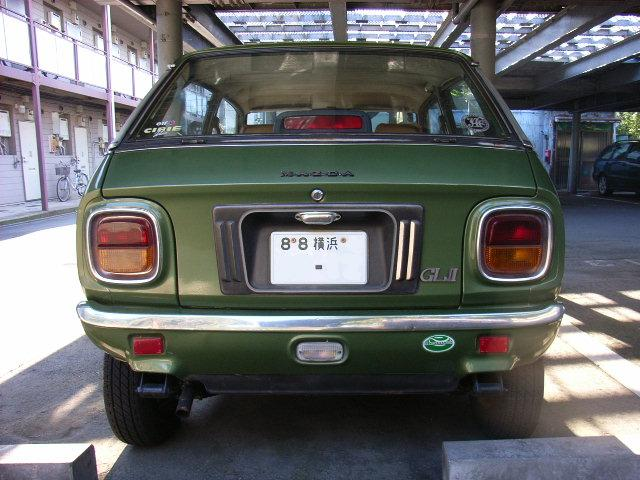
Tył nadwozia

- Prędkość maksymalna: 115 km/h